# Казак, Николай (художник)
Николай Казак (4 сентября 1917, деревня Люща, Лунинская волость, Пинский уезд, Минская губерния (ныне Лунинецкого района Брестской области Белоруссии) — 30 сентября 1994, Нью-Йорк, США) — американский художник белорусского происхождения, классик национального геометрического искусства.

## Биография
Окончив среднюю школу в Варшаве, поступил на учебу в венскую Академию изобразительных искусств, затем продолжил обучение в академии искусств в Риме.
В молодости Н. Казак хотел уйти в монастырь.
В Риме молодой художник, уже известный своими работами в русле традиционного реалистического искусства XIX века, впервые столкнулся с абстракционизмом. Здесь на его полотна обратил внимание и впоследствии опекал итальянский художник футурист Энрико Прамполини.
В начале 1950-х годов Н. Казак переселился в Нью-Йорк. В Бруклине читал лекции по искусству.
Первые персональные выставки художника состоялись в Барановичах в 1942—1943 годах. Затем выставки Н. Казака проходили в Аргентине, Италии, Франции, СССР, США.
По смерти архив Н. Казака — биографические материалы, переписка, рукописи, рисунки, фотографии, которые были переданы самим художником в 1977 и 1982 годах (около 350 единиц) — хранятся в Smithsonian Archives of American Art.

## Избранные полотна
- The grate (1946-1947)
- Constellation New York (1949-1953)
- Classic harmony between positive and negative (1951)
- Adam and Eve - Negative and Positive Square (1960)